# Carmen Le Roux
Pour les articles homonymes, voir Le Roux.
Carmen Le Roux, née le 11 février 1998 à Vereeniging, est une nageuse sud-africaine. 

## Carrière
Carmen Le Roux obtient la médaille de bronze du 5 kilomètres en eau libre aux Championnats d'Afrique de natation 2016 à Bloemfontein. 